# Sinestèsia (art)
En art, la sinestèsia és un recurs expressiu que combina impressions de dos o més senys corporals.

## Sinestèsia en la literatura
La sinestèsia és una figura retòrica que, a més de la mescla de sensacions auditives, visuals, gustatives, olfactòries i tàctils, associa elements procedents dels sentits físics amb sensacions internes (sentiments). Es vincula amb la metàfora, per la qual cosa a vegades rep el nom de metàfora sinestèsica.
Hi ha precedents de l'ús d'aquest tropo ja en la literatura clàssica, com per exemple en Virgili. A Espanya va ser utilitzada pels escriptors barrocs, però van ser els poetes francesos de la fi del segle xix qui la van posar de moda en la lírica, especialment en el corrent denominat simbolisme, que a Espanya va aparèixer subsumida dins de l'anomenat modernisme literari. Així, per exemple, el poeta simbolista francès Arthur Rimbaud va crear un sonet dedicat a les vocals, adjudicant a cadascuna d'elles un color distintiu, i els poetes modernistes com Rubén Darío podien parlar de sonor ivori o de dolços blaus (gust més vista). En aquest cas, es tracta d'una sinestèsia de primer grau, ja que són impressions de dos sentits corporals diferents; però si s'associa la impressió d'un sentit del cos no a una altra impressió d'un sentit diferent, sinó a una emoció, un objecte o una idea (associacions abstractes, qüestió està debatuda singularment per Francisco Acuyo en Fisiologia d'un miratge), es tracta ja d'una sinestèsia degradada o indirecta, també anomenada sinestèsia de segon grau, per exemple, agra melancolia.
En llengua castellana, per exemple, Juan Ramón Jiménez qui l'empra amb una més gran assiduïtat i perfecció, al qual seguiran després els poetes del 27:
| «                   | Es de oro el silencio. La tarde es de cristales. | » |
| — JRJ, Hora inmensa |                                                  |   |

| «                          | en el cénit azul, una caricia rosa! | » |
| — JRJ, Elejías lamentables |                                     |   |

| «                          | por el verdor teñido de melodiosos oros; | » |
| — JRJ, Elejías lamentables |                                          |   |

Les associacions sinestèsiques afavoreixen la memorització de conceptes abstractes, vinculant-los amb realitats sensibles.
Personatges com Charles Baudelaire, Nikolai Rimski-Kórsakov, Vladimir Nabokov, Marcel Proust, Aleksandr Skriabin, Olivier Messiaen i David Hockney, entre d'altres, posseeixen -o posseïen- aquesta facultat.

## Sinestèsia en la música

Associació d'Aleksandr Skriabin entre notes i colors.

Cercle de cinquenes canviant gradualment de color.

Resulta particular el cas del compositor rus Aleksandr Skriabin, l'habilitat sinestèsica del qual va influir decisivament en la seva obra. La seva principal virtut va ser associar tonalitats amb colors determinats. El seu sistema de colors, a diferència de la majoria de les experiències sinestèsiques, s'ordena segons el cercle de cinquenes, basat en el sistema que Sir Isaac Newton descriu en el seu llibre Opticks. Noti's que Skriabin, segons els seus estudis teòrics, no reconeixia diferències entre una tonalitat major i una altra menor amb el mateix nom (per exemple: Do Major i Do Menor). Molts dels treballs de Skriabin en aquesta matèria estan influenciats per doctrines teosófiques.
En la seva autobiografia Records, Serguei Rakhmàninov va incloure una conversa que havia tingut amb Skriabin i Rimski-Kórsakov (qui també posseïa la condició) sobre l'habilitat sinestèsica de Skriabin. Rakhmàninov es va sorprendre en adonar-se que tots dos associaven de manera molt similar notes i colors. Rakhmàninov es va mostrar escèptic, assenyalant que Skriabin associava el Mi bemoll amb el color porpra, mentre que Rimski-Kórsakov ho feia amb el blau. No obstant això, Rimski-Kórsakov li va fer notar que un passatge de l'òpera de Rakhmàninov "El miserable Cavaller" sustentava la seva associació: l'escena en la qual el vell baró obre un bagul amb un tresor ple d'or i joies brillant era escrita en Re, és a dir, en groc or. Skriabin va escriure a Rakhmàninov dient-li que "la seva intuïció ha seguit inconscientment les lleis que la seva raó ha negat".
Altres compositors han deixat també constància de percepcions sinestèsiques. Mozart, per exemple, va afirmar que percebia la tonalitat de "Fa" (F) en color groc.